# Ekstraklasa 2017-2018
L'Ekstraklasa 2017-2018, nota anche come Lotto Ekstraklasa 2017-2018 per ragioni di sponsorizzazione, fu la 92ª edizione della massima serie del campionato polacco di calcio, l'84ª edizione nel formato di campionato. La stagione iniziò il 14 luglio 2017 e si concluse il 20 maggio 2018. Il Legia Varsavia vinse il campionato per la tredicesima volta nella sua storia, la terza consecutiva, grazie a una vittoria per 3-0 a tavolino all'ultima giornata di campionato nella sfida decisiva contro il Lech Poznań.

## Stagione

### Novità
Dalla Ekstraklasa 2016-2017 vennero retrocessi in I liga il Górnik Łęczna e il Ruch Chorzów, mentre dalla I liga 2016-2017 vennero promossi il Sandecja Nowy Sącz e il Górnik Zabrze.

### Formula
Il campionato si svolgeva in due fasi: nella prima le sedici squadre partecipanti si affrontavano in un girone all'italiana con partite di andata e ritorno, per un totale di 30 giornate. Successivamente, le squadre venivano divise in due gruppi in base alla classifica: le prime otto formavano un nuovo girone e competevano per il titolo e la qualificazione alle competizioni europee; le ultime otto, invece, lottavano per non retrocedere in I liga. Al termine della competizione, nel girone per il titolo, la squadra prima classificata era campione di Polonia e si qualificava per il secondo turno della UEFA Champions League 2018-2019, mentre le squadre classificate al secondo e al terzo posto si qualificavano per il primo turno della UEFA Europa League 2018-2019, assieme alla vincitrice della Coppa di Polonia ammessa direttamente al secondo turno. Nel girone per la salvezza le ultime due classificate venivano retrocesse direttamente in I liga.

## Squadre partecipanti
| Club               | Città     | Stadio                           | Stagione precedente      |
| ------------------ | --------- | -------------------------------- | ------------------------ |
| Arka Gdynia        | Gdynia    | Stadion GOSiR                    | 13º posto in Ekstraklasa |
| Górnik Zabrze      | Zabrze    | Stadion im. Ernesta Pohla        | 2º posto in I liga       |
| Jagiellonia        | Białystok | Stadion Miejski                  | 2º posto in Ekstraklasa  |
| Korona Kielce      | Kielce    | Stadion Miejski                  | 5º posto in Ekstraklasa  |
| KS Cracovia        | Cracovia  | Stadion Cracovii                 | 14º posto in Ekstraklasa |
| Lech Poznań        | Poznań    | Stadion Miejski                  | 3º posto in Ekstraklasa  |
| Lechia Danzica     | Danzica   | Stadion Energa Gdańsk            | 4º posto in Ekstraklasa  |
| Legia Varsavia     | Varsavia  | Pepsi Arena                      | Campione di Polonia      |
| Nieciecza          | Nieciecza | Stadion Bruk-Bet                 | 8º posto in Ekstraklasa  |
| Piast Gliwice      | Gliwice   | Stadion Piasta Gliwice           | 10º posto in Ekstraklasa |
| Pogoń Stettino     | Stettino  | Stadion Miejski                  | 7º posto in Ekstraklasa  |
| Sandecja Nowy Sącz | Nowy Sącz | Stadion Bruk-Bet                 | 1º posto in I liga       |
| Śląsk Breslavia    | Breslavia | Stadion Miejski                  | 11º posto in Ekstraklasa |
| Wisła Cracovia     | Cracovia  | Stadion Miejski                  | 13º posto in Ekstraklasa |
| Wisła Płock        | Płock     | Stadion im. Kazimierza Górskiego | 9º posto in Ekstraklasa  |
| Zagłębie Lubin     | Lubin     | Dialog Arena                     | 6º posto in Ekstraklasa  |

## Prima fase

### Classifica finale
|  | Pos. | Squadra             | Pt | G  | V  | N  | P  | GF | GS | DR  |
|  | ---- | ------------------- | -- | -- | -- | -- | -- | -- | -- | --- |
|  | 1.   | Lech Poznań         | 55 | 30 | 15 | 10 | 5  | 49 | 23 | +26 |
|  | 2.   | Jagiellonia         | 54 | 30 | 16 | 6  | 8  | 45 | 36 | +9  |
|  | 3.   | Legia Varsavia      | 54 | 30 | 17 | 3  | 10 | 43 | 31 | +12 |
|  | 4.   | Wisła Płock         | 49 | 30 | 15 | 4  | 11 | 42 | 35 | +7  |
|  | 5.   | Górnik Zabrze       | 47 | 30 | 12 | 11 | 7  | 56 | 46 | +10 |
|  | 6.   | Korona Kielce       | 45 | 30 | 11 | 12 | 7  | 44 | 37 | +7  |
|  | 7.   | Wisła Cracovia      | 44 | 30 | 12 | 8  | 10 | 41 | 36 | +5  |
|  | 8.   | Zagłębie Lubin      | 43 | 30 | 10 | 13 | 7  | 39 | 33 | +6  |
|  | 9.   | Arka Gdynia         | 40 | 30 | 10 | 10 | 10 | 38 | 32 | +6  |
|  | 10.  | KS Cracovia         | 39 | 30 | 10 | 9  | 11 | 40 | 40 | 0   |
|  | 11.  | Śląsk Breslavia     | 31 | 30 | 7  | 10 | 13 | 35 | 48 | -13 |
|  | 12.  | Pogoń Stettino      | 31 | 30 | 8  | 7  | 15 | 34 | 48 | -14 |
|  | 13.  | Piast Gliwice       | 30 | 30 | 6  | 12 | 12 | 28 | 38 | -10 |
|  | 14.  | Lechia Danzica (-1) | 30 | 30 | 7  | 10 | 13 | 39 | 51 | -12 |
|  | 15.  | Nieciecza           | 29 | 30 | 7  | 8  | 15 | 32 | 52 | -20 |
|  | 16.  | Sandecja Nowy Sącz  | 25 | 30 | 4  | 13 | 13 | 27 | 46 | -19 |

Legenda:
      Ammessa al girone per il titolo.
      Ammessa al girone per la salvezza.
Note:
Tre punti a vittoria, uno a pareggio, zero a sconfitta.
La classifica viene stilata secondo i seguenti criteri:
- Punti conquistati
- Punti conquistati negli scontri diretti
- Differenza reti negli scontri diretti
- Reti realizzate negli scontri diretti
- Goal fuori casa negli scontri diretti (solo tra due squadre)
- Differenza reti generale
- Reti totali realizzate
- Classifica fair-play
- Sorteggio

Il Lechia Danzica ha scontato 1 punto di penalizzazione per irregolarità finanziarie.

### Risultati
|                    | ArG  | GZa  | Jag  | KSC  | Kor  | LcP  | LcD  | Leg  | Nie  | Pia  | Pog  | SNS  | Sla  | WiC  | WiP  | Zag  |
| ------------------ | ---- | ---- | ---- | ---- | ---- | ---- | ---- | ---- | ---- | ---- | ---- | ---- | ---- | ---- | ---- | ---- |
| Arka Gdynia        | –––– | 1-0  | 4-1  | 1-1  | 0-0  | 0-0  | 0-1  | 1-0  | 4-0  | 0-0  | 0-3  | 5-0  | 2-0  | 3-1  | 1-1  | 1-1  |
| Górnik Zabrze      | 1-1  | –––– | 3-1  | 0-4  | 3-3  | 3-1  | 1-1  | 3-1  | 3-0  | 1-0  | 0-0  | 2-2  | 2-2  | 3-2  | 4-0  | 2-2  |
| Jagiellonia        | 3-2  | 2-1  | –––– | 1-0  | 5-1  | 1-1  | 4-1  | 1-0  | 0-0  | 0-1  | 1-0  | 1-3  | 1-1  | 2-0  | 1-3  | 3-1  |
| KS Cracovia        | 2-1  | 3-3  | 1-1  | –––– | 2-2  | 0-2  | 2-1  | 0-0  | 1-1  | 1-1  | 3-0  | 2-1  | 2-1  | 1-4  | 1-3  | 2-2  |
| Korona Kielce      | 0-3  | 2-2  | 2-3  | 4-2  | –––– | 1-0  | 1-0  | 3-2  | 2-1  | 1-1  | 0-0  | 1-0  | 3-0  | 2-1  | 2-0  | 0-1  |
| Lech Poznan        | 3-0  | 3-1  | 5-1  | 1-0  | 1-0  | –––– | 3-0  | 3-0  | 3-1  | 5-1  | 2-0  | 0-0  | 2-1  | 1-1  | 2-1  | 1-1  |
| Lechia Danzica     | 4-2  | 1-1  | 3-3  | 0-1  | 0-5  | 3-3  | –––– | 1-3  | 2-2  | 0-2  | 1-3  | 2-3  | 3-1  | 1-1  | 3-0  | 1-0  |
| Legia Varsavia     | 2-0  | 1-0  | 0-2  | 1-0  | 1-1  | 2-1  | 1-0  | –––– | 3-0  | 3-1  | 3-0  | 2-0  | 4-1  | 0-2  | 0-2  | 2-1  |
| Nieciecza          | 1-1  | 1-2  | 0-1  | 2-0  | 0-3  | 1-3  | 2-1  | 1-0  | –––– | 2-1  | 2-4  | 1-0  | 2-1  | 3-3  | 1-2  | 1-1  |
| Piast Gliwice      | 0-1  | 0-3  | 0-2  | 1-0  | 2-0  | 0-0  | 1-2  | 0-1  | 1-1  | –––– | 1-2  | 2-2  | 1-1  | 0-0  | 2-1  | 0-0  |
| Pogon Stettino     | 1-0  | 1-2  | 0-1  | 0-3  | 0-0  | 0-0  | 0-0  | 1-3  | 2-3  | 2-2  | –––– | 4-1  | 3-2  | 1-2  | 2-1  | 3-3  |
| Sandecja Nowy Sącz | 0-0  | 1-2  | 0-1  | 1-1  | 3-3  | 0-0  | 2-2  | 2-2  | 1-0  | 0-3  | 2-1  | –––– | 1-1  | 0-0  | 0-1  | 0-1  |
| Slask Wroclaw      | 1-2  | 1-1  | 1-0  | 2-1  | 1-1  | 2-0  | 3-2  | 2-1  | 1-1  | 2-2  | 3-0  | 0-0  | –––– | 0-2  | 1-1  | 1-0  |
| Wisła Cracovia     | 3-2  | 2-3  | 0-0  | 2-1  | 1-1  | 1-3  | 1-1  | 0-1  | 1-0  | 2-0  | 1-0  | 3-0  | 3-1  | –––– | 0-1  | 1-2  |
| Wisła Płock        | 2-0  | 4-2  | 1-2  | 0-1  | 2-0  | 1-0  | 0-2  | 0-1  | 1-0  | 1-0  | 3-1  | 2-2  | 4-1  | 0-1  | –––– | 2-0  |
| Zagłębie Lubin     | 0-0  | 3-2  | 1-0  | 1-2  | 0-0  | 0-0  | 0-0  | 2-3  | 4-2  | 2-2  | 3-0  | 1-0  | 1-0  | 3-0  | 2-2  | –––– |

## Girone per il titolo
Le squadre mantengono i punti conquistati nella stagione regolare.

### Classifica finale
|  | Pos. | Squadra        | Pt | G  | V  | N  | P  | GF | GS | DR  |
|  | ---- | -------------- | -- | -- | -- | -- | -- | -- | -- | --- |
|  | 1.   | Legia Varsavia | 70 | 37 | 22 | 4  | 11 | 54 | 35 | +19 |
|  | 2.   | Jagiellonia    | 67 | 37 | 20 | 7  | 10 | 55 | 41 | +14 |
|  | 3.   | Lech Poznań    | 60 | 37 | 16 | 12 | 9  | 53 | 33 | +20 |
|  | 4.   | Górnik Zabrze  | 60 | 37 | 16 | 12 | 9  | 68 | 54 | +14 |
|  | 5.   | Wisła Płock    | 57 | 37 | 17 | 6  | 14 | 53 | 45 | +8  |
|  | 6.   | Wisła Cracovia | 55 | 37 | 15 | 10 | 12 | 51 | 42 | +9  |
|  | 7.   | Zagłębie Lubin | 52 | 37 | 13 | 13 | 11 | 45 | 42 | +3  |
|  | 8.   | Korona Kielce  | 49 | 37 | 12 | 13 | 12 | 49 | 54 | -5  |

Legenda:
      Campione di Polonia e ammessa alla UEFA Champions League 2018-2019
      Ammessa alla UEFA Europa League 2018-2019
Note:
Tre punti a vittoria, uno a pareggio, zero a sconfitta.
La classifica viene stilata secondo i seguenti criteri:
- Punti conquistati
- Punti conquistati negli scontri diretti
- Differenza reti negli scontri diretti
- Reti realizzate negli scontri diretti
- Goal fuori casa negli scontri diretti (solo tra due squadre)
- Differenza reti generale
- Reti totali realizzate
- Classifica fair-play
- Sorteggio

### Risultati
|                | GZa  | Jag  | Kor  | LcP  | Leg  | WiC  | WiP  | Zag  |
| -------------- | ---- | ---- | ---- | ---- | ---- | ---- | ---- | ---- |
| Górnik Zabrze  | –––– |      | 2-2  |      |      | 2-0  | 0-1  |      |
| Jagiellonia    | 1-2  | –––– |      |      | 0-0  | 0-1  | 2-1  |      |
| Korona Kielce  |      | 0-3  | –––– |      |      | 0-3  |      | 0-2  |
| Lech Poznań    | 2-4  | 0-2  | 0-1  | –––– | 0-3  |      |      |      |
| Legia Varsavia | 2-0  |      | 3-1  |      | –––– |      | 3-2  | 0-1  |
| Wisla Cracovia |      |      |      | 1-1  | 0-1  | –––– |      | 3-0  |
| Wisła Płock    |      |      | 4-1  | 0-0  |      | 2-2  | –––– | 1-2  |
| Zagłębie Lubin | 0-2  | 1-2  |      | 0-1  |      |      |      | –––– |

## Girone per la salvezza
Le squadre mantengono i punti conquistati nella stagione regolare.

### Classifica finale
|  | Pos. | Squadra            | Pt | G  | V  | N  | P  | GF | GS | DR  |
|  | ---- | ------------------ | -- | -- | -- | -- | -- | -- | -- | --- |
|  | 9.   | KS Cracovia        | 50 | 37 | 13 | 11 | 13 | 51 | 52 | -1  |
|  | 10.  | Śląsk Breslavia    | 50 | 37 | 13 | 11 | 13 | 50 | 54 | -4  |
|  | 11.  | Pogoń Stettino     | 45 | 37 | 12 | 9  | 16 | 46 | 54 | -8  |
|  | 12.  | Arka Gdynia        | 43 | 37 | 11 | 10 | 16 | 46 | 48 | -2  |
|  | 13.  | Lechia Danzica     | 39 | 37 | 9  | 13 | 15 | 46 | 58 | -12 |
|  | 14.  | Piast Gliwice      | 37 | 37 | 8  | 13 | 16 | 40 | 48 | -8  |
|  | 15.  | Nieciecza          | 36 | 37 | 9  | 9  | 19 | 39 | 66 | -27 |
|  | 16.  | Sandecja Nowy Sącz | 33 | 37 | 6  | 15 | 16 | 34 | 54 | -20 |

Legenda:
      Retrocessa in I liga 2018-2019
Note:
Tre punti a vittoria, uno a pareggio, zero a sconfitta.
La classifica viene stilata secondo i seguenti criteri:
- Punti conquistati
- Punti conquistati negli scontri diretti
- Differenza reti negli scontri diretti
- Reti realizzate negli scontri diretti
- Goal fuori casa negli scontri diretti (solo tra due squadre)
- Differenza reti generale
- Reti totali realizzate
- Classifica fair-play
- Sorteggio

### Risultati
|                    | ArG  | KSC  | LcD  | Nie  | Pia  | Pog  | SNS  | Slą  |
| ------------------ | ---- | ---- | ---- | ---- | ---- | ---- | ---- | ---- |
| Arka Gdynia        | –––– | 2-0  | 1-2  |      | 1-5  |      |      | 0-1  |
| KS Cracovia        |      | –––– |      | 4-2  | 2-1  | 1-4  |      | 3-3  |
| Lechia Danzica     |      | 0-0  | –––– | 0-1  |      |      | 1-1  |      |
| Nieciecza          | 2-1  |      |      | –––– |      |      | 1-1  | 1-2  |
| Piast Gliwice      |      |      | 0-2  | 4-0  | –––– | 0-0  |      |      |
| Pogoń Stettino     | 3-2  |      | 1-1  | 2-0  |      | –––– | 2-0  |      |
| Sandecja Nowy Sącz | 3-1  | 0-1  |      |      | 2-1  |      | –––– |      |
| Sląsk Wrocław      |      |      | 3-1  |      | 3-1  | 2-0  | 1-0  | –––– |

## Statistiche

### Classifica marcatori
Fonte: 90minut.pl
| Gol |  |  | Giocatore         | Squadra         |
| --- |  |  | ----------------- | --------------- |
| 24  |  |  | Carlitos          | Wisła Cracovia  |
| 22  |  |  | Igor Angulo       | Górnik Zabrze   |
| 21  |  |  | Krzysztof Piątek  | KS Cracovia     |
| 19  |  |  | Christian Gytkjær | Lech Poznań     |
| 19  |  |  | Marcin Robak      | Śląsk Breslavia |
| 16  |  |  | Marco Paixão      | Lechia Danzica  |
| 16  |  |  | Jakub Świerczok   | Zagłębie Lubin  |
| 14  |  |  | Adam Frączczak    | Pogoń Stettino  |
| 13  |  |  | Jarosław Niezgoda | Legia Varsavia  |